# Championnats du monde de VTT 2020
Navigation
2019 2021
Les championnats du monde de VTT 2020 ont lieu du 7 au 11 octobre à Leogang en Autriche.
Initialement, les épreuves de cross-country et de cross-country à assistance électrique devaient avoir lieu à Albstadt en Allemagne du 25 au 28 juin, mais elles ont été reportées en raison de la pandémie de Covid-19, puis déplacées à Leogang en même temps et dans le même lieu que les épreuves de descente.
Parallèlement aux disciplines historiques du VTT, Leogang accueille le 10 octobre les deuxièmes championnats du monde officiels de pump track.

## Programme
| Cross-country - Mercredi 7 octobre - Relais par équipes mixtes - Hommes VTT à assistance électrique - Femmes VTT à assistance électrique - Jeudi 8 octobre - Femmes juniors - Hommes juniors - Vendredi 9 octobre - Hommes moins de 23 ans - Samedi 10 octobre - Femmes moins de 23 ans - Femmes élites - Hommes élites | Descente - Vendredi 9 octobre - Hommes juniors (qualification) - Femmes juniors (qualification) - Femmes élites (qualification) - Hommes élites (qualification) - Dimanche 11 octobre - Hommes juniors (finale) - Femmes juniors (finale) - Femmes élites (finale) - Hommes élites (finale) |

## Médaillés

### Cross-country
| Épreuves                                    | Or                                                                                      | Or              | Argent                                                                                      | Argent       | Bronze                                                                                    | Bronze       |
| ------------------------------------------- | --------------------------------------------------------------------------------------- | --------------- | ------------------------------------------------------------------------------------------- | ------------ | ----------------------------------------------------------------------------------------- | ------------ |
| Hommes, élites résultats détaillés          | Jordan Sarrou                                                                           | 1 h 25 min 37 s | Mathias Flückiger                                                                           | + 45 s       | Titouan Carod                                                                             | + 55 s       |
| Hommes, moins de 23 ans résultats détaillés | Tom Pidcock                                                                             | 1 h 08 min 15 s | Christopher Blevins                                                                         | + 1 min 52 s | Joel Roth                                                                                 | + 3 min 05s  |
| Hommes, juniors résultats détaillés         | Lennart-Jan Krayer                                                                      | 1 h 16 min 39 s | Janis Baumann                                                                               | + 40 s       | Luca Martin                                                                               | + 1 min 24 s |
| Femmes, élites résultats détaillés          | Pauline Ferrand-Prévot                                                                  | 1 h 27 min 33 s | Eva Lechner                                                                                 | + 3 min 01 s | Rebecca McConnell                                                                         | + 3 min 01 s |
| Femmes, moins de 23 ans résultats détaillés | Loana Lecomte                                                                           | 1 h 13 min 34 s | Blanka Kata Vas                                                                             | + 1 min 11 s | Ceylin Alvarado                                                                           | + 2 min 42 s |
| Femmes, juniors résultats détaillés         | Mona Mitterwallner                                                                      | 1 h 15 min 55 s | Luisa Daubermann                                                                            | + 1 min 56 s | Aneta Novotná                                                                             | + 2 min 36 s |
| Relais mixte, résultats détaillés           | France Mathis Azzaro Luca Martin Loana Lecomte Léna Gérault Olivia Onesti Jordan Sarrou | 1 h 27 min 34 s | Italie Luca Braidot Eva Lechner Filippo Agostinacchio Nicole Pesse Marika Tovo Juri Zanotti | + 1 min 35 s | Suisse Luke Wiedmann Thomas Litscher Sina Frei Noëlle Buri Elisa Alvarez Alexandre Balmer | + 2 min 06 s |

### Cross-country à assistance électrique
| Épreuves | Or            | Or             | Argent             | Argent | Bronze              | Bronze       |
| -------- | ------------- | -------------- | ------------------ | ------ | ------------------- | ------------ |
| Hommes   | Tom Pidcock   | 1 h 1 min 41 s | Jérôme Gilloux     | + 35 s | Simon Andreassen    | + 49 s       |
| Femmes   | Mélanie Pugin | 56 min 33 s    | Kathrin Stirnemann | + 27 s | Nathalie Schneitter | + 1 min 15 s |

### Descente
| Épreuves                   | Or                | Or             | Argent          | Argent     | Bronze          | Bronze     |
| -------------------------- | ----------------- | -------------- | --------------- | ---------- | --------------- | ---------- |
| Hommes résultats détaillés | Reece Wilson      | 3 min 51 s 243 | David Trummer   | + 3 s 197  | Rémi Thirion    | + 5 s 953  |
| Hommes, juniors            | Oisin O'Callaghan | 4 min 2 s 142  | Daniel Slack    | + 2 s 141  | James Elliott   | + 10 s 705 |
| Femmes résultats détaillés | Camille Balanche  | 5 min 8 s 426  | Myriam Nicole   | + 3 s 130  | Monika Hrastnik | + 16 s 966 |
| Femmes, juniors            | Lauryne Chappaz   | 5 min 41 s 502 | Sophie Gutöhrle | + 46 s 809 | Léona Pierrini  | + 53 s 812 |

## Tableau des médailles
| Rang  | Nation          | Or | Argent | Bronze | Total |
| ----- | --------------- | -- | ------ | ------ | ----- |
| 1     | France          | 6  | 2      | 4      | 12    |
| 2     | Grande-Bretagne | 3  | 1      | 1      | 5     |
| 3     | Suisse          | 1  | 3      | 3      | 7     |
| 4     | Autriche        | 1  | 2      | 0      | 3     |
| 5     | Allemagne       | 1  | 1      | 0      | 2     |
| 6     | Irlande         | 1  | 0      | 0      | 1     |
| 7     | Italie          | 0  | 2      | 0      | 2     |
| 8     | États-Unis      | 0  | 1      | 0      | 1     |
| 8     | Hongrie         | 0  | 1      | 0      | 1     |
| 10    | Australie       | 0  | 0      | 1      | 1     |
| 10    | Danemark        | 0  | 0      | 1      | 1     |
| 10    | Pays-Bas        | 0  | 0      | 1      | 1     |
| 10    | Slovénie        | 0  | 0      | 1      | 1     |
| 10    | Tchéquie        | 0  | 0      | 1      | 1     |
| Total | Total           | 13 | 13     | 13     | 39    |